# Parascatopse minutissima
Parascatopse minutissima är en tvåvingeart som först beskrevs av George Henry Verrall 1886.  Parascatopse minutissima ingår i släktet Parascatopse och familjen dyngmyggor. Inga underarter finns listade i Catalogue of Life.